# Myrsidea indivisa
Myrsidea indivisa är en insektsart som först beskrevs av Christian Ludwig Nitzsch 1866.  Myrsidea indivisa ingår i släktet sadellöss, och familjen spolätare. Arten är reproducerande i Sverige.